# 里奥迪孔塔斯
里奥迪孔塔斯是巴西巴伊亚州的一个市镇。总面积1052.302平方公里，总人口13681人，人口密度13人/平方公里。